# ミシェル・ブノワ

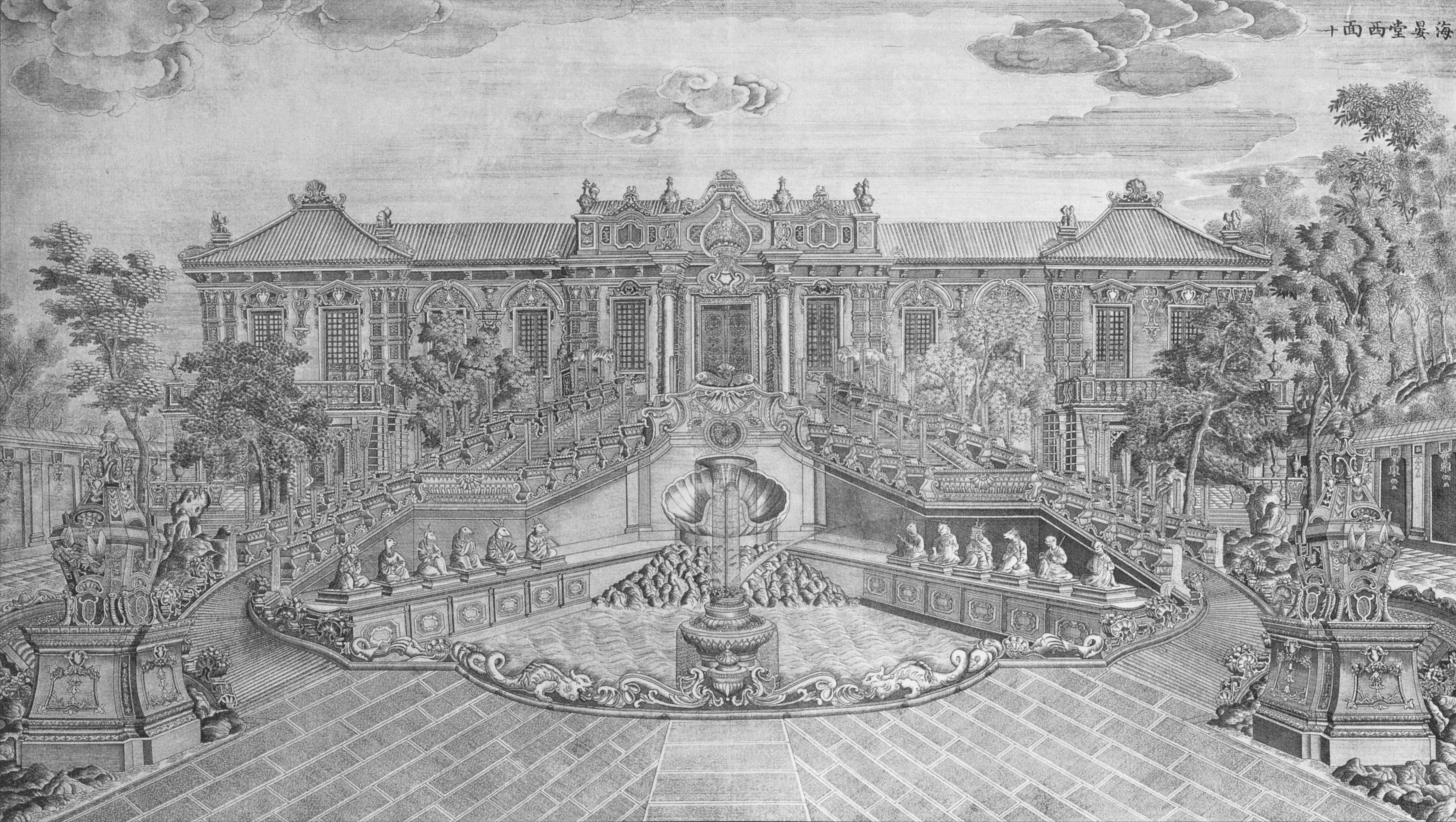
海晏堂の噴水

ミシェル・ブノワ（Michel Benoist、1715年10月8日 - 1774年10月23日）は、フランスのイエズス会修道士、科学者。清の乾隆帝に仕えた。中国名は蒋友仁(Jiǎng Yǒurén)。

## 略歴
ブノワはオータンで生まれた（ディジョン説もある）。1737年にナンシーのイエズス会に入会した後、パリでジョゼフ＝ニコラ・ドリル、ニコラ・ルイ・ド・ラカーユ、ピエール・シャルル・ルモニエらに天文学を学んだ。1745年に北京に入った。
カスティリオーネの推薦によって、ブノワは円明園西洋楼の建物の設計を行った。ブノワはさまざまな噴水（水法）を設計し、中でも海晏堂の噴水は十二時辰に応じて対応する動物のところから水を噴きだす設計になっていた（円明園十二生肖獣首銅像を参照）。
ブノワは新しい世界地図『坤輿全図』を作成し、1760年の乾隆帝の50歳の誕生祝いとして贈った（17世紀のフェルビーストによるものと区別するために『増補坤輿全図』とも呼ぶ）。この図には図説としてケプラーの法則や地動説など、主に天文学に関する事柄が記されている。コペルニクス『天球の回転について』は1757年にカトリックの禁書目録からはずされたばかりだった。『坤輿全図』は宮中に秘されて一般には知られなかったが、阮元の『疇人伝』（1799年）のブノワの伝記の中に書きうつされ、また何国宗と銭大昕が潤色を加えた版の図説が阮元の序を加えて『地球図説』の題で出版された。
- 蒋友仁 訳『地球図説』。

清・ジュンガル戦争の結果、ジュンガルが清の勢力下に入ると、イエズス会宣教師は新疆を測量し、それによってブノワは康熙帝の時代の『皇輿全覧図』を改訂した（康熙年間のものと区別するために乾隆十三排図、乾隆内府輿図などと呼ばれる）。この新しい地図は新疆とチベットを含む点で康熙時代のものと大きく異なっている。乾隆帝の命によってブノワはこの地図を104枚の銅版画として印刷した。
乾隆帝は『平定西域戦図』16枚の銅版画製作をフランスに注文し、銅版そのものを中国へ送らせた。この銅版を用いて1773年にブノワに印刷を試みさせたが、成功したかどうかはわかっていない。翌1774年にブノワは北京で没した。教皇クレメンス14世によるイエズス会廃止の知らせを聞き、発作を起こして死んだという。